# Hippopsis iuasanga
Hippopsis iuasanga es una especie de escarabajo longicornio del género Hippopsis, tribu Agapanthiini, subfamilia Lamiinae. Fue descrita científicamente por Martins y Galileo en 2007.

## Descripción
Mide 19,7-22,5 milímetros de longitud.

## Distribución
Se distribuye por Ecuador.